# Violența împotriva creștinilor în Nigeria
Violența împotriva creștinilor din Nigeria reprezintă conflictul interreligios ce are loc în Republica Federală Nigeria, purtată de organizații islamiste, dintre care cea mai relevantă este Boko Haram, împotriva creștinilor din Nigeria. Întregul conflict a fost descris ca un "genocid tăcut".

## Metode

### Împotriva preoților
Preoții sunt adesea vizați și uciși, în unele rânduri chiar în propriile lor biserici. 

### Curățare etnică
Dat fiind că cele mai multe atacuri împotriva creștinilor sunt organizate de etnici fula, de religie musulmani și concentrați în nordul țării, violența împotriva creștinilor a fost asociată cu curățarea etnică a grupurilor etnice mai mici creștine din zonă. 
Irigweii, ce numără în jur de 40.000 și în marea lor majoritate creștini evanghelici sunt adesea atacați de islamiști. În decembrie 2024, un atac la o biserică a comunității a sfârșit în uciderea a 14 creștini, în cadrul căruia au fost ucise familii întregi.